# Knirzing
Knirzing ist eine Ortslage im Innviertel von Oberösterreich wie auch Ortschaft und Katastralgemeinde der Gemeinde Pramet im Bezirk Ried im Innkreis. Teile gehören auch zur Gemeinde Schildorn, heißen dort aber heute Au.

## Geographie
Der Ort befindet sich knapp 8 Kilometer südlich von Ried im Innkreis, am Nordrand des Hausruck-und-Kobernaußerwald-Zuges zum Innviertler Hügelland (südliches Innviertel). Sie liegt direkt südwestlich des Orts Pramet und gut 1½ Kilometer südöstlich von Schildorn am Kronawittbach, der über die Oberach bei Ried in die Antiesen entwässert.
Die Prameter Ortschaft und Rotte Knirzing, rechts oberhalb des Bachs auf 550 m ü. A. Höhe, umfasst nur 5 Gebäude mit einem Dutzend Einwohnern.
Die Häuser links des Kronawittbachs, 3 Adressen, liegen auf Schildorner Gemeindegebiet, und heißen nicht mehr Knirzing, sondern Au. Dazwischen liegen an der Straße direkt am Bach aber Häuser der Ortschaft Rödt.
| Au ∗ (Gem. Schildorn)    | Pramet                                      |                |
| Ebersau (Gem. Schildorn) | Kompassrose, die auf Nachbargemeinden zeigt | Großpiesenham  |
| Rödt                     |                                             | Kleinpiesenham |

∗ ehemals Prüglau, Ortschaft Knirzing

## Geschichte
Der Ortsname könnte ein -ing-Name des Frühmittelalters zu einem Personennamen sein, der etwa *Kno[u]rzo gelautet haben könnte, aber nirgendwo belegt ist. Er erscheint um 1470 als Knuerczing, 1490 und 1492 als Knürtzing.
Bis 1779 war die Gegend bayrisch (damals Innbaiern), und  bis 1783 (Gründung des Bistums Linz) gehörte sie zum Bistum Passau, bis 1784 zur Pfarre Waldzell.
Ursprünglich umfasste Knirzing die Ortslagen südwestlich von Pramet, beiderseits des Bachs. Pramet und Schildorn waren lange durch eine gemeinsame Pfarre verbunden, und wurden erst 1884 als zwei Gemeinden eingerichtet. Sukzessive schoben sich aber Teile der südlich gelegenen Ortschaft Rödt bachabwärts dazwischen.
In den ausgehenden 2000ern hieß nurmehr die Schildorner Ortschaft (also die Postanschriften) Knirzing, die Ortslage (Weiler) aber Prüglau (dieses 1532 urkundlich).
Seit der Adressreform der Gemeinde Schildorn 1. Juli 2008 firmiert diese Ortslage als Au.